# Niklas Landin Jacobsen
Niklas Landin Jacobsen (Søborg, 1988. december 19. –) olimpiai, világ- és Európa-bajnok dán válogatott kézilabdakapus. 2019-ben és 2021-ben a Nemzetközi Kézilabda-szövetség az év játékosának választotta.
Jelenleg a dán Aalborg Håndbold játékosa. Testvére szintén dán válogatott játékos, a balszélső poszton játszó Magnus Landin Jacobsen.

## Pályafutása
Pályafutását a GOG Svendborg együttesében kezdte 2006-ban, ahol négy szezont töltött. 2010-ben a Bjerringbro-Silkeborghoz szerződött.
A dán válogatottban 2008-ban mutatkozhatott be, első világversenye a 2009-es világbajnokság volt. 2012-ben Európa-bajnok lett, két évvel később a Dániában rendezett kontinensviadalon pedig ezüstérmet szerzett. Világbajnokságokon is többször játszott döntőt, de ott győznie eleinte nem sikerült: a 2011-es világbajnokságon Franciaország nyert hosszabbítás után, a 2013-as Spanyolországban megrendezett világbajnokságon szintén az örök rivális franciák nyertek 35-19 arányban. Két olimpián lépett pályára a dán csapat tagjaként, 2012-ben Londonban a hatodik helyen végzett csapatával, 2016-ban Rioban pedig olimpiai bajnok lett, és a torna legjobb kapusának is megválasztották. 2019-ben, a hazájában rendezett vb-n megszerezte a világbajnoki címet, egy évvel később a THW Kiel csapatával a Bajnokok Ligáját is sikerült megnyernie.

## Sikerei
- Olimpia győztese: 2016, 2024
  - 2. helyezett: 2020
- Világbajnokság győztese: 2019, 2021, 2023
  - Ezüstérmes: 2011, 2013
- EHF-bajnokok ligája győztes: 2020
- Európa-bajnokság győztese: 2012
  - Ezüstérmes: 2014, 2024
  - Bronzérmes: 2022
- Német bajnok: 2020, 2021, 2023

- Olimpia legjobb kapusa: 2016, 2024
- Világbajnokság legjobb kapusa: 2013, 2019
- Európa-bajnokság legjobb kapusa: 2014
- Bajnokok Ligája legjobb kapusa:  2014, 2016, 2020, 2021, 2022
- A világ legjobb kézilabdázója (2019,[3] 2021)